# 白板擦
白板刷是用作擦掉白板上墨水迹的用品，以便于重复使用。
白板笔是用油墨作为墨水，可写在光滑的白板上，白板笔含挥发性溶剂，会有化学原料的味道，所以白板擦可用来擦掉用白板笔涂上白板的墨水。